# Andelko Savic
Andelko Savic (Lausana, Suiza; 11 de marzo de 1993) es un futbolista suizo de origen serbio. Juega como delantero y actualmente se encuentra en FC Bavois II.

## Selección
Ha sido internacional con la Selección Sub-19 de Suiza en 1 ocasión, permaneciendo en el banco.

## Clubes
| Club                         | País       | Año         |
| ---------------------------- | ---------- | ----------- |
| FC Basel Sub-18              | Suiza      | 2010 - 2011 |
| U.C. Sampdoria               | Italia     | 2011 - 2013 |
| Sheffield Wednesday (Cedido) | Inglaterra | 2013 - 2014 |
| Lausanne-Sport (Cedido)      | Suiza      | 2014 - 2015 |
| Neuchâtel Xamax FC           | Suiza      | 2015 - 2016 |
| FC Le Mont                   | Suiza      | 2016 - 2017 |
| FC Wil                       | Suiza      | 2018 - 2019 |
| FC Bavois                    | Suiza      | 2019 - 2021 |
| FC Bavois II                 | Suiza      | 2021 -      |